# Ceavka, Kărdjali
Ceavka (în bulgară Чавка) este un sat în comuna Kirkovo, regiunea Kărdjali,  Bulgaria. 

## Demografie
Componența etnică a satului Ceavka
     Turci (95%)
     Nicio identificare (5%)
     Altele (0%)
La recensământul din 2011, populația satului Ceavka era de 20 locuitori. Din punct de vedere etnic, majoritatea locuitorilor (95,0%) erau turci. Pentru 5,0% din locuitori nu este cunoscută apartenența etnică.